# Manlio Francia
Manlio Francia (* 29. Juli 1902 in Venedig; † 7. Mai 1981 in Buenos Aires) war ein argentinischer Geiger und Tangokomponist italienischer Herkunft.

## Leben und Wirken
Francia bekam seine erste Geige zum fünften Geburtstag von seinem Vater geschenkt, der selbst Geiger war und in den Sommermonaten mit einem eigenen Orchester in den Städten der Côte d’Azur auftrat. Nachdem dieser ein Angebot für Auftritte im Hotel Bristol in Mar del Plata erhalten hatte, reiste er jeden Sommer mit der ganzen Familie nach Argentinien. Auf der Reise 1914 wurden sie vom Ausbruch des Ersten Weltkrieges überrascht und beschlossen, in Argentinien zu bleiben.
Manlio setzte die musikalische Ausbildung, die er in Europa begonnen hatte, am Instituto Santa Cecilia fort und schloss sie 1918 ab. Danach trat er bei verschiedenen Anlässen mit Bearbeitungen klassischer Musik auf, bis er im Café La Armonía engagiert wurde, wo man Tangomusik spielte. Dort lernte er u. a. Osvaldo Fresedo und Enrique Delfino kennen, mit denen er im Maipú Pigalle spielte. Bald darauf wurde er Mitglied des Cuarteto de Maestros mit Juan Carlos Cobián, Julio De Caro und Roque Biafore. Als Jazzmusiker trat er mit Gordon Strettons Gruppe, später auch mit Eleuterio Iribarren auf.
1925 schloss er sich dem Orchester Adolfo Carabellis an; zugleich gründete er mit Francisco Pracánico ein eigenes Orchester, dessen Leitung er nach Pracánicos Ausscheiden übernahm. Mit Enrique Delfino nahm er beim Label Odeon den Tango Porotita und einen Foxtrott auf. In Luis Petrucellis Quintett spielte er auch Banjo und sang. Mit Julio De Caro spielte er im Laufe von zwanzig Jahren zahlreiche Aufnahmen als Zweiter Geiger bei den Labels Brunswick und Victor auf.
Über viele Jahre gehörte Francia dem Orchester des Senders Radio El Mundo an. Von 1945 bis 1950 war er Geiger im Orchester Carlos Di Sarlis. Außerdem spielte er auch in den Formationen von Carlos Vicente Geroni Flores, Dajos Béla, Emilio Orlando und Ciriaco Ortiz. 1978 beendete er seine musikalische Laufbahn.

## Kompositionen
- Sangre azul, 1922
- Fuego lento, 1923
- Maco, 1923
- Luis María, 1923
- Qué racha, 1923
- Ramas de sauce, 1923
- Sol y sombra, 1923
- Queja campera, 1923
- Maldita visión (aufgenommen von Carlos Gardel), 1925
- Helena, 1926
- Toda para mí, 1926
- Fantasías, 1927
- Pasionaria, 1927
- Nochero, 1930
- Dame un besito, 1931